# ثيؤدوسيوس الثالث (بابا الإسكندرية)
 ثيؤدوسيوس الثالث (ابن أبو مكين الأفرنجى) بابا الإسكندرية وبطريرك الكنيسة القبطية رقم 79 (1300 - 1293) في عهد تملك الملك الناصر محمد بن قلاوون.
يدعى كذلك باسم ثيؤدوسيوس الثاني لأنثيؤدوسيوس الثاني(بابا الإسكندرية) كان يدعى ثيؤدورس (تادرس) الأول
تخرج من (دير القديس أبوفانا المتوحد بملوى)الدير الأثرى الذي أسسه القديس أبوفانا المتوحد في القرن الرابع الميلادي واستمرت الحياة الرهبانية فيه إلى القرن السابع عشر وقد وصل عدد رُهبانه في بعض الأوقات إلى أكثر من ألف راهب وتخرج منه اثنان من الآباء البطاركة هما البابا ثيؤدوسيوس (79) والبابا متاؤس الأول (87).
كان قبلاً يدعى عبد المسيح بن أبي مكين الإفرنجي الشهير بابن روبل ذكر تاريخ بطاركة كنيسة الإسكندرية القبطية أنه أخذ البطريركية بما يخالف قوانين الكنيسة القبطية، وكان محبا لأخذ الرشوة.
إذ انتقل يوأنس السابع (78) في 26 برمودة سنة 1009 ش، 21 أبريل سنة 1293م خلا الكرسي المرقسي مدة حوالي 15 شهرًا، ثم اجتمع الأساقفة دون التشاور مع الأراخنة لينفردوا بالتشاور معًا على سيامة البابا الجديد، فوقع اختيارهم على الراهب ثيؤدوسيوس من دير أبي فانا.، من أهالي منية بني خصيم، وقد سيم باسم البابا ثيؤدوسيوس الثالث عام 1294م.

## متاعبه
استلم الكرسي في فترة من الهدوء والسلام بعد الضيق الذي عاناه سلفه، لكن للأسف كان محبًا للمال فنهج منهج السيمونية (سيامة الأساقفة والكهنة مقابل مبالغ مالية)، فصار الشعب ينفر منه خاصة وأنه لم يشترك مع الأساقفة في اختياره. وقد حاول الكثير من الأساقفة نصحه فلم يسمع لهم حتى اشتدت الثورة في داخلهم وامتنع بعضهم عن ذكر اسمه في الصلوات الليتورجية إلى حين.
في عهده بعث يجيباسيون ملك أثيوبيا إلى السلطان محمد بن قلاوون برسالة يخبره فيها كيف يعامل المسلمين في بلاده بكل حبٍ، مطالبًا إياه أن يقابل هذا بمعاملة طيبة للأقباط لتقوم بينهما علاقات الألفة والمحبة.
وفي عهده غزا داود ملك النوبة صعيد مصر وإذ تدخل البابا سحب قواته.

## حدوث مجاعة
جاء الفيضان ناقصًا للغاية فحدثت مجاعة بالبلاد حتى مات المئات جوعًا، واضطر البعض إلى أكل الجيفة، وارتفعت الصلوات ليرحم الله البشرية، فجاء الفيضان التالي وافيًا.
طلب السلطان محمد بن قلاوون عمل حصر لأوقاف الكنائس والأديرة وإحضار الحَصر إلى ديوان الأحباس (الأوقاف) حيث أمر بتوزيعها على المماليك، كما قام والي القاهرة مع حاجب القصر بهدم كنيسة ناحية شبرا.
في عهده عُمل الميرون بكنيسة القديس مرقوريوس أبى سيفين بمصر القديمة حيث اشترك معه 7 أساقفة من صعيد مصر وخمسة من وجه بحري.
و كانت نياحه البابا ثيؤدوسيوس الثالث في 5 طــوبة سنة 1016ش (أول يناير 1300م) بعد أن جلس على الكرسي 5 سنوات وخمسة أشهر وثمانية وعشرين يومًا، وقد دُفن جثمانه في دير النسطور بالبساتين.

## مواضيع مرتبطة
- الكنيسة القبطية الأرثوذكسية

| سبقه يوأنس السابع | بطريرك الإسكندرية (1300 - 1293) | تبعه يوأنس الثامن |